# Tomislavgrad
Tomislavgrad – miasto w Bośni i Hercegowinie, w Federacji Bośni i Hercegowiny, w kantonie dziesiątym, siedziba gminy Tomislavgrad. W 2013 roku liczyło 5587 mieszkańców, z czego większość stanowili Chorwaci.

## Historia
Za czasów rzymskich miasto Tomislavgrad nosiło nazwę Daelminium. Następnie Chorwaci w VII wieku zmienili nazwę na Županjac. W 753 roku w mieście powstał pierwszy chorwacki parlament, Sabor. W 1925 roku miastu została nadana nazwa Tomislavgrad, co tłumaczy się jako Miasto Tomisława. Od 1945 roku miasto nosiło nazwę Duvno. Po rozpadzie Jugosławii w latach 90. XX wieku przywrócono nazwę sprzed II wojny światowej.